# بی د بوئی
بی د بوئی (به کاتالانی: Valle de Bohí) یک منطقهٔ مسکونی در اسپانیا است که در التا ریباگورشا واقع شده‌است. بی د بوئی ۲۱۹٫۵ کیلومتر مربع مساحت و ۹۹۲ نفر جمعیت دارد و ۱٬۱۱۱ متر بالاتر از سطح دریا واقع شده‌است.

## خواهرخوانده
شهر مونتانرا خواهرخواندهٔ بی د بوئی هست.